# Christy Mack
Christine Mackinday, més coneguda pel seu nom artístic Christy Mack (South Chicago Heights, Illinois, 9 de maig de 1991), és una model i actriu porno nord-americana.

## Carrera de model i actriu porno
Christy Mack va començar la seva carrera de model com a model de tatuatge. A més de sessions de fotos per a revistes de corrent principal, com Rebel Ink i Inked Girls, ella també va fer fotos per als llocs web de Brazzers i Bang Bros.
En 2012, va començar la seva carrera en la indústria del porno nord-americà, protagonista d'una sèrie de pel·lícules com Hot Bodi Ink (produïda per Elegant Angel), Whores INK i Inked Angels (produïdes per Evil Angel), i Ink Girls (produïda per Wicked Pictures).
En la tardor de 2013, es va anunciar que Mack podria protagonitzar la pel·lícula Rambone: A Dream Zone Parody, una paròdia porno de les pel·lícules de Rambo de l'estudi Dream Zone Entertainment.
Mack va interpretar el paper de Zatanna en la pel·lícula pornogràfica de 2012 The Dark Knight XXX de Vivid Entertainment Group.
A l'abril de 2013, Mack va llançar la seva pàgina web oficial amb Puba.
En una entrevista de 2013, Mack va dir que planeja deixar d'actuar en pel·lícules per a adults una vegada que ella hagi guanyat prou diners per a retirar-se, possiblement dins dels dos anys següents.
Mack estava prèviament en una relació amb el combatent de Bellator MMA "War Machine" (Jonathan Koppenhaver), i els dos van ser presentats en l'edició de gener de 2014 de Hustler en un nu pictòric.

## Agressió de Jonathan Koppenhaver
El 8 d'agost de 2014, es va informar que Mack i el seu amic van ser copejats a la seva casa de Las Vegas (pel que sembla per Koppenhaver), i portats a l'hospital, on es va revelar que Mack havia sofert 18 fractures d'ossos, nas trencat, perduda de dents, una costella fracturada i un trencament de fetge. La policia de Las Vegas ha nomenat a Koppenhaver com el "principal sospitós" pel suposat assalt.